# SeaLifeBase
SeaLifeBase est une base de données mondiale en ligne d'informations sur la vie marine. Elle vise à fournir des informations clés sur la taxonomie, la répartition et l'écologie de toutes les espèces marines du monde, à l'exception des poissons. SeaLifeBase est un partenariat avec le WorldFish Center en Malaisie et l'Institut des océans et des pêches de l'Université de la Colombie-Britannique. Daniel Pauly en est le chercheur principal et la base est coordonnée par Maria Lourdes D. Palomares. En mars 2023, elle comprenait les descriptions de 85 000 espèces, 59 400 noms communs, 15 500 images et des références à 39 300 ouvrages scientifiques. 
SeaLifeBase complète FishBase, qui fournit des informations parallèles sur les poissons.

## Historique
Les origines de SeaLifeBase remontent aux années 1970, lorsque le scientifique halieutique Daniel Pauly s'est efforcé de tester une hypothèse sur l'influence de la taille des branchies sur la croissance des poissons. Des hypothèses comme celle-ci ne pouvaient être testées que si de grandes quantités de données empiriques étaient disponibles. À l'époque, la gestion des pêches utilisait des modèles analytiques qui nécessitaient des estimations de la croissance et de la mortalité des poissons. Pauly pensait que le seul moyen pratique pour les gestionnaires des pêches d'accéder au volume de données dont ils avaient besoin était de rassembler toutes les données disponibles dans la littérature publiée dans un référentiel central. Ainsi, lorsqu'une nouvelle hypothèse doit être testée, les données disponibles seraient déjà disponibles sous une forme validée et accessible, et il ne serait pas nécessaire de créer un nouvel ensemble de données puis de le valider. Pauly a recruté Rainer Froese (en), et les prémices d'une base de données logicielle de ce type ont été codées en 1988. Cette base de données, initialement limitée aux poissons tropicaux, est devenue le prototype de FishBase. FishBase a été étendue à tous les poissons et constitue désormais la plus grande base de données en ligne sur les poissons au monde.
Compte tenu du succès de FishBase, une demande pour une base de données couvrant les autres formes de vie aquatique s'est naturellement fait sentir. C'est ainsi qu'est née SeaLifeBase en 2006. L'objectif à long terme du projet est de développer un système d'information calqué sur FishBase, mais incluant toutes les formes de vie aquatique, marines et d'eau douce, à l'exception des poissons, dont FishBase est spécialisé. Au total, environ 300 000 espèces sont connues dans cette catégorie.